# Jaime Romero
Jaime Romero Gómez (Valdeganga, 31 luglio 1990) è un calciatore spagnolo, centrocampista svincolato.

## Carriera

### Club

#### Albacete
Nel luglio del 2008 firma il suo primo contratto da professionista, all'età di 18 anni, con l'Albacete Balompié. Fa il suo esordio da professionista in campionato, nella Segunda Division, il 31 agosto, nell'incontro vinto per 2-1 nei confronti del Siviglia. Il 15 novembre realizza la sua prima rete da professionista, sempre in campionato, nel pareggio interno per 2-2 contro il Salamanca UDS. Conclude la sua prima stagione da professionista collezionando 36 presenze e realizzando 3 reti nella Segunda Divisiòn.

#### Udinese
Nella stagione successiva avviene il suo trasferimento in Italia, tra le file dell'Udinese. Fa il suo esordio in Serie A l'8 novembre, nella sconfitta interna per 1-0 contro la Fiorentina. Conclude la sua prima stagione in Italia collezionando 4 presenze in campionato.

#### Bari
L'anno dopo rimane in Italia, ma passa in prestito al Bari. Esordisce con la nuova maglia in Coppa Italia, il 1º dicembre, nella larga vittoria per 4-1 contro il Livorno. Questa partita sarà una delle partite che faranno parte dello Scandalo italiano del calcioscommesse del 2011. Il 19 dicembre esordisce anche in Serie A con la nuova maglia, nel pareggio interno per 1-1 contro il Palermo. Conclude la stagione collezionando 9 presenze in campionato e 2 in coppa nazionale, per un totale di 11 presenze stagionali.

#### Granada
Terminato il prestito al Bari torna all'Udinese e viene nuovamente girato in prestito, stavolta al Granada. Il giocatore torna dunque in Spagna, in una società che appartiene a Giampaolo Pozzo, stesso proprietario dell'Udinese. Esordisce con la nuova maglia il 27 agosto, nella Primera División, nella sconfitta interna per 1-0 contro il Real Betis Balompié. Il 13 dicembre esordisce in Coppa del Re, in un incontro che vede il Granada perdere per 4-1 in casa della Real Sociedad. L'11 aprile realizza la sua prima rete stagionale, in campionato, nel pareggio interno per 2-2 contro l'Athletic Club. Conclude la stagione collezionando 18 presenze in campionato e 2 nelle coppe nazionali e realizzando una rete in campionato, per un totale di 20 presenze e 1 rete in stagione.
Al termine del prestito viene rinnovato di un anno il precedente accordo. Il giocatore rimane perciò in prestito al Granada per una seconda stagione.

#### Gli anni a seguire
Nel 2013 passa, sempre in prestito, ai turchi dell'Orduspor e successivamente al Castilla, società satellite del Real Madrid. Nel 2016, con la fine dell'esperienza al Real Saragozza, il calciatore viene acquisito a titolo definitivo dall'Osasuna. Passa infine al Cordoba nella sessione di mercato antecedente la stagione 2017-2018.

## Statistiche

### Presenze e reti nei club
Statistiche aggiornate al 21 maggio 2022.
| Stagione              | Squadra               | Campionato            | Campionato | Campionato | Coppe nazionali | Coppe nazionali | Coppe nazionali | Coppe continentali | Coppe continentali | Coppe continentali | Altre coppe | Altre coppe | Altre coppe | Totale | Totale |
| Stagione              | Squadra               | Comp                  | Pres       | Reti       | Comp            | Pres            | Reti            | Comp               | Pres               | Reti               | Comp        | Pres        | Reti        | Pres   | Reti   |
| --------------------- | --------------------- | --------------------- | ---------- | ---------- | --------------- | --------------- | --------------- | ------------------ | ------------------ | ------------------ | ----------- | ----------- | ----------- | ------ | ------ |
| 2008-2009             | Albacete              | SD                    | 36         | 3          | CR              | 0               | 0               | -                  | -                  | -                  | -           | -           | -           | 36     | 3      |
| 2009-2010             | Udinese               | A                     | 4          | 0          | CI              | 0               | 0               | -                  | -                  | -                  | -           | -           | -           | 4      | 0      |
| 2010-2011             | Bari                  | A                     | 10         | 0          | CI              | 2               | 0               | -                  | -                  | -                  | -           | -           | -           | 12     | 0      |
| 2011-2012             | Granada               | PD                    | 18         | 1          | CR              | 2               | 0               | -                  | -                  | -                  | -           | -           | -           | 20     | 1      |
| 2012-gen. 2013        | Granada               | PD                    | 11         | 0          | CR              | 0               | 0               | -                  | -                  | -                  | -           | -           | -           | 11     | 0      |
| Totale Granada        | Totale Granada        | Totale Granada        | 29         | 1          |                 | 2               | 0               |                    | -                  | -                  |             | -           | -           | 31     | 1      |
| gen.-giu. 2013        | Orduspor              | SL                    | 11         | 0          | TK              | -               | -               | -                  | -                  | -                  | -           | -           | -           | 11     | 0      |
| 2013-2014             | Real M. Castilla      | SD                    | 32         | 3          | -               | -               | -               | -                  | -                  | -                  | -           | -           | -           | 32     | 3      |
| 2014-2015             | Real Saragozza        | SD                    | 26+2       | 7          | CR              | 0               | 0               | -                  | -                  | -                  | -           | -           | -           | 28     | 7      |
| 2015-2016             | Real Saragozza        | SD                    | 9          | 1          | CR              | 0               | 0               | -                  | -                  | -                  | -           | -           | -           | 9      | 1      |
| Totale Real Saragozza | Totale Real Saragozza | Totale Real Saragozza | 35+2       | 8          |                 | 0               | 0               |                    | -                  | -                  |             | -           | -           | 37     | 8      |
| 2016-2017             | Osasuna               | PD                    | 19         | 0          | CR              | 3               | 1               | -                  | -                  | -                  | -           | -           | -           | 22     | 1      |
| 2017-gen. 2018        | Córdoba               | SD                    | 17         | 0          | CR              | 1               | 0               | -                  | -                  | -                  | -           | -           | -           | 18     | 0      |
| gen.-giu. 2018        | Lugo                  | SD                    | 18         | 2          | CR              | -               | -               | -                  | -                  | -                  | -           | -           | -           | 18     | 2      |
| 2018-2019             | Córdoba               | SD                    | 30         | 2          | CR              | 2               | 0               | -                  | -                  | -                  | -           | -           | -           | 32     | 2      |
| Totale Córdoba        | Totale Córdoba        | Totale Córdoba        | 47         | 2          |                 | 3               | 0               |                    | -                  | -                  |             | -           | -           | 50     | 2      |
| 2019-2020             | Qarabağ               | PL                    | 13         | 3          | CA              | 2               | 1               | UCL+UEL            | 6+6                | 2+1                | -           | -           | -           | 27     | 7      |
| 2020-2021             | Qarabağ               | PL                    | 20         | 4          | CA              | 3               | 0               | UCL+UEL            | 2+6                | 1+1                | -           | -           | -           | 31     | 6      |
| 2021-2022             | Qarabağ               | PL                    | 3          | 0          | CA              | 1               | 0               | UECL               | 7                  | 1                  | -           | -           | -           | 11     | 1      |
| Totale Qarabağ        | Totale Qarabağ        | Totale Qarabağ        | 36         | 7          |                 | 6               | 1               |                    | 27                 | 6                  |             | -           | -           | 69     | 14     |
| Totale carriera       | Totale carriera       | Totale carriera       | 279        | 26         |                 | 16              | 2               |                    | 27                 | 6                  |             | -           | -           | 322    | 34     |

## Palmarès

### Club

#### Competizioni nazionali
- Campionato azero: 2

Qarabağ: 2019-2020, 2021-2022